# Coupe du monde de football des moins de 17 ans 2011
Navigation
Coupe du monde -17 ans 2009 Coupe du monde -17 ans 2013
La 14e édition de la Coupe du monde de football des moins de 17 ans se déroule au Mexique du 18 juin au 10 juillet 2011. Les villes-hôtes sont Mexico, Guadalajara, Morelia, Santiago de Querétaro, Monterrey, Pachuca, et Torreón. Sept différents stades seront utilisés à travers le pays.
Tout joueur né après le 1er janvier 1994 peut participer au tournoi.

## Villes et stades
| Villes et stades                    | Villes et stades                   | Villes et stades                    | Villes et stades                  | Villes et stades |
| Mexico                              | Guadalajara                        | Santiago de Querétaro               | Monterrey                         |                  |
| ----------------------------------- | ---------------------------------- | ----------------------------------- | --------------------------------- | ---------------- |
| Stade Azteca                        | Estadio Omnilife                   | Stade Corregidora                   | Estadio Universitario             |                  |
| 19° 19′ 10,48″ N, 99° 09′ 01,59″ O  | 20° 40′ 54″ N, 103° 27′ 46″ O      | 20° 34′ 39,6″ N, 100° 21′ 58,9″ O   | 25° 43′ 22,1″ N, 100° 18′ 43,4″ O |                  |
| Capacité : 105 064                  | Capacité : 49 850                  | Capacité : 45 000                   | Capacité : 43 257                 |                  |
|                                     |                                    |                                     |                                   |                  |
| Morelia                             | Pachuca                            | Torreón                             |                                   |                  |
| Estadio Morelos                     | Estadio Hidalgo                    | Estadio Corona                      |                                   |                  |
| 19° 04′ 37,52″ N, 101° 14′ 01,04″ O | 20° 06′ 18,52″ N, 98° 45′ 22,01″ O | 20° 34′ 39,51″ N, 100° 21′ 59,54″ O |                                   |                  |
| Capacité : 41 056                   | Capacité : 30 000                  | Capacité : 30 000                   |                                   |                  |
|                                     |                                    |                                     |                                   |                  |

## Qualification
Outre le Mexique, qualifié d'office en tant que pays hôte, 23 équipes ont obtenu leur qualification sur le terrain.
| Confédération              | Tournoi qualificatif                                                                     | Qualifié(s)                                            |
| -------------------------- | ---------------------------------------------------------------------------------------- | ------------------------------------------------------ |
| AFC (Asie)                 | Coupe d'Asie des nations de football des moins de 16 ans 2010                            | Australie Corée du Nord Japon Ouzbékistan              |
| CAF (Afrique)              | Coupe d'Afrique des nations des moins de 17 ans 2011                                     | Burkina Faso Congo Côte d'Ivoire Rwanda                |
| CONCACAF                   | Championnat d'Amérique du Nord, centrale et Caraïbe de football des moins de 17 ans 2011 | Canada États-Unis Jamaïque Panama                      |
| CONMEBOL (Amérique du Sud) | Championnat des moins de 17 ans de la CONMEBOL 2011                                      | Argentine Brésil Équateur Uruguay                      |
| OFC (Océanie)              | Tournoi qualificatif de l'OFC des moins de 17 ans 2011                                   | Nouvelle-Zélande                                       |
| UEFA (Europe)              | Championnat d'Europe de football des moins de 17 ans 2011                                | Danemark Pays-Bas Allemagne Tchéquie Angleterre France |
| Pays hôte                  | Pays hôte                                                                                | Mexique                                                |

## Phase finale

### Premier tour

#### Groupe A
| Rang | Équipe        | Pts | J | G | N | P | Bp | Bc | Diff |
| ---- | ------------- | --- | - | - | - | - | -- | -- | ---- |
| 1    | Mexique       | 9   | 3 | 3 | 0 | 0 | 8  | 4  | +4   |
| 2    | Congo         | 4   | 3 | 1 | 1 | 1 | 3  | 3  | 0    |
| 3    | Corée du Nord | 2   | 3 | 0 | 2 | 1 | 3  | 5  | -2   |
| 4    | Pays-Bas      | 1   | 3 | 0 | 1 | 2 | 3  | 5  | -2   |

| 1re journée        | Congo       | 1 – 0 | Pays-Bas | Stade Morelos, Morelia                        |                                               |
| 18 juin 2011 15:00 | Kounkou 53e |       |          | Spectateurs : 34 312 Arbitrage : Jafeth Perea | Spectateurs : 34 312 Arbitrage : Jafeth Perea |

| 18 juin 2011 18:00 | Mexique                                    | 3 – 1 | Corée du Nord      | Stade Morelos, Morelia                          |                                                 |
|                    | Fierro 37e · Jong 68e (csc) · Casillas 86e |       | Kwang 3e · Cha 54e | Spectateurs : 34 312 Arbitrage : Stéphan Studer | Spectateurs : 34 312 Arbitrage : Stéphan Studer |

| 2e journée         | Corée du Nord | 1 – 1 | Pays-Bas        | Stade Morelos, Morelia                       |                                              |
| 21 juin 2011 15:00 | Kang 48e      |       | Gravenberch 75e | Spectateurs : 7 500 Arbitrage : Alioum Néant | Spectateurs : 7 500 Arbitrage : Alioum Néant |

| 21 juin 2011 18:00 | Mexique                     | 2 – 1 | Congo                                       | Stade Morelos, Morelia                        |                                               |
|                    | Espericueta 40e · Gómez 85e |       | Bassoumba 52e · Epako 73e · Mpassi 76e, 77e | Spectateurs : 25 710 Arbitrage : Tony Chapron | Spectateurs : 25 710 Arbitrage : Tony Chapron |

| 3e journée         | Corée du Nord | 1 – 1 | Congo        | Stade Morelos, Morelia                          |                                                 |
| 24 juin 2011 18:00 | Ju 14e        |       | Nkounkou 75e | Spectateurs : 14 206 Arbitrage : Pavel Kralovec | Spectateurs : 14 206 Arbitrage : Pavel Kralovec |

| 24 juin 2011 18:00 | Mexique                                      | 3 – 2 | Pays-Bas                 | Stade Universitario, Monterrey                        |                                                       |
|                    | Casillas 29e · Fierro 43e · A.González 90+4e |       | Depay 47e · Ebecilio 63e | Spectateurs : 29 000 Arbitrage : Víctor Hugo Carrillo | Spectateurs : 29 000 Arbitrage : Víctor Hugo Carrillo |

#### Groupe B
| Rang | Équipe    | Pts | J | G | N | P | Bp | Bc | Diff |
| ---- | --------- | --- | - | - | - | - | -- | -- | ---- |
| 1    | Japon     | 7   | 3 | 2 | 1 | 0 | 5  | 2  | +3   |
| 2    | France    | 5   | 3 | 1 | 2 | 0 | 5  | 2  | +3   |
| 3    | Argentine | 3   | 3 | 1 | 0 | 2 | 3  | 7  | -4   |
| 4    | Jamaïque  | 1   | 3 | 0 | 1 | 2 | 2  | 4  | -2   |

| 1re journée        | France                      | 3 – 0 | Argentine | Stade Universitario, Monterrey                  |                                                 |
| 18 juin 2011 15:00 | Benzia 35e 45e · Haller 38e |       |           | Spectateurs : 16 200 Arbitrage : Roberto García | Spectateurs : 16 200 Arbitrage : Roberto García |

| 18 juin 2011 18:00 | Japon         | 1 – 0 | Jamaïque | Stade Universitario, Monterrey               |                                              |
|                    | Matsumoto 61e |       |          | Spectateurs : 8 000 Arbitrage : Alioum Néant | Spectateurs : 8 000 Arbitrage : Alioum Néant |

| 2e journée         | Japon             | 1 – 1 | France      | Stade Universitario, Monterrey                       |                                                      |
| 21 juin 2011 15:00 | Ishige 49e (pen.) |       | Yaisien 24e | Spectateurs : 4 827 Arbitrage : Víctor Hugo Carrillo | Spectateurs : 4 827 Arbitrage : Víctor Hugo Carrillo |

| 21 juin 2011 18:00 | Jamaïque   | 1 – 2 | Argentine            | Stade Universitario, Monterrey                 |                                                |
|                    | Barnes 89e |       | Silva 23e · Pugh 63e | Spectateurs : 9 150 Arbitrage : Pavel Kralovec | Spectateurs : 9 150 Arbitrage : Pavel Kralovec |

| 3e journée         | Japon                            | 3 – 1 | Argentine                  | Stade Morelos, Morelia                        |                                               |
| 24 juin 2011 15:00 | Takagi 4e · Ueda 20e · Akino 74e |       | Montero 68e · Ferreira 87e | Spectateurs : 10 200 Arbitrage : Alioum Néant | Spectateurs : 10 200 Arbitrage : Alioum Néant |

| 24 juin 2011 15:00 | Jamaïque            | 1 – 1 | France     | Stade Universitario, Monterrey                             |                                                            |
|                    | Lewis 9e · Wint 79e |       | Benzia 58e | Spectateurs : 7 566 Arbitrage : Helder Martins de Carvalho | Spectateurs : 7 566 Arbitrage : Helder Martins de Carvalho |

#### Groupe C
| Rang | Équipe     | Pts | J | G | N | P | Bp | Bc | Diff |
| ---- | ---------- | --- | - | - | - | - | -- | -- | ---- |
| 1    | Angleterre | 7   | 3 | 2 | 1 | 0 | 6  | 2  | +4   |
| 2    | Uruguay    | 6   | 3 | 2 | 0 | 1 | 4  | 2  | +2   |
| 3    | Canada     | 2   | 3 | 0 | 2 | 1 | 2  | 5  | -3   |
| 4    | Rwanda     | 1   | 3 | 0 | 1 | 2 | 0  | 3  | -3   |

| 1re journée        | Rwanda | 0 – 2 | Angleterre              | Stade Hidalgo, Pachuca                          |                                                 |
| 19 juin 2011 15:00 |        |       | Hope 68e · Sterling 86e | Spectateurs : 12 640 Arbitrage : Norbert Hauata | Spectateurs : 12 640 Arbitrage : Norbert Hauata |

| 19 juin 2011 18:00 | Uruguay                                        | 3 – 0 | Canada | Stade Hidalgo, Pachuca                                 |                                                        |
|                    | Mascia 52e · Méndez 85e (pen.) · Álvarez 90+3e |       |        | Spectateurs : 12 699 Arbitrage : Aleksei Nikolaev (en) | Spectateurs : 12 699 Arbitrage : Aleksei Nikolaev (en) |

| 2e journée         | Uruguay    | 1 – 0 | Rwanda | Stade Hidalgo, Pachuca                             |                                                    |
| 22 juin 2011 15:00 | País 90+5e |       |        | Spectateurs : 12 999 Arbitrage : Svein Oddvar Moen | Spectateurs : 12 999 Arbitrage : Svein Oddvar Moen |

| 22 juin 2011 18:00 | Canada                   | 2 – 2 | Angleterre               | Stade Hidalgo, Pachuca                      |                                             |
|                    | Jalali 50e · Roberts 87e |       | Morgan 46e · Turgott 77e | Spectateurs : 17 882 Arbitrage : Omar Ponce | Spectateurs : 17 882 Arbitrage : Omar Ponce |

| 3e journée         | Uruguay | 0 – 2 | Angleterre                 | Estadio Corona, Torreón                         |                                                 |
| 25 juin 2011 15:00 |         |       | Chalobah 45e · Clayton 58e | Spectateurs : 11 410 Arbitrage : Ali Al-Badwawi | Spectateurs : 11 410 Arbitrage : Ali Al-Badwawi |

| 25 juin 2011 15:00 | Canada | 0 – 0 | Rwanda | Stade Hidalgo, Pachuca                       |
|                    |        |       |        | Spectateurs : 5 803 Arbitrage : Tony Chapron |

#### Groupe D
Pour ce groupe, un tirage au sort a lieu pour départager les États-Unis et la Nouvelle-Zélande qui sont à égalité dans ce groupe. Les États-Unis gagnent ce tirage au sort et finissent 2e, tandis que les néo-zélandais se qualifient en finissant parmi les meilleurs troisièmes.
| Rang | Équipe           | Pts | J | G | N | P | Bp | Bc | Diff |
| ---- | ---------------- | --- | - | - | - | - | -- | -- | ---- |
| 1    | Ouzbékistan      | 6   | 3 | 2 | 0 | 1 | 5  | 6  | -1   |
| 2    | États-Unis       | 4   | 3 | 1 | 1 | 1 | 4  | 2  | +2   |
| 3    | Nouvelle-Zélande | 4   | 3 | 1 | 1 | 1 | 4  | 2  | +2   |
| 4    | Tchéquie         | 3   | 3 | 1 | 0 | 2 | 2  | 5  | -3   |

| 1re journée        | Ouzbékistan     | 1 – 4 | Nouvelle-Zélande                  | Estadio Corona, Torreón                                    |                                                            |
| 19 juin 2011 15:00 | T. Khakimov 39e |       | Carmichael 10e 36e 53e · Vale 87e | Spectateurs : 7 561 Arbitrage : Helder Martins de Carvalho | Spectateurs : 7 561 Arbitrage : Helder Martins de Carvalho |

| 19 juin 2011 18:00 | États-Unis                               | 3 – 0 | Tchéquie | Estadio Corona, Torreón                     |                                             |
|                    | Guido 5e · E. Rodriguez 51e · Koroma 89e |       |          | Spectateurs : 15 083 Arbitrage : Diego Abal | Spectateurs : 15 083 Arbitrage : Diego Abal |

| 2e journée         | États-Unis | 1 – 2 | Ouzbékistan                           | Estadio Corona, Torreón                               |                                                       |
| 22 juin 2011 15:00 | Koroma 47e |       | Davlatov 13e · Makhstaliev 54e (pen.) | Spectateurs : 4 133 Arbitrage : Aleksei Nikolaev (en) | Spectateurs : 4 133 Arbitrage : Aleksei Nikolaev (en) |

| 22 juin 2011 18:00 | Tchéquie  | 1 – 0 | Nouvelle-Zélande | Estadio Corona, Torreón                         |                                                 |
|                    | Juliš 28e |       |                  | Spectateurs : 10 105 Arbitrage : Roberto García | Spectateurs : 10 105 Arbitrage : Roberto García |

| 3e journée         | États-Unis | 0 – 0 | Nouvelle-Zélande | Stade Hidalgo, Pachuca                      |                                             |
| 25 juin 2011 18:00 | Pelosi 68e |       |                  | Spectateurs : 8 556 Arbitrage : Bas Nijhuis | Spectateurs : 8 556 Arbitrage : Bas Nijhuis |

| 25 juin 2011 18:00 | Tchéquie         | 1 – 2 | Ouzbékistan                       | Estadio Corona, Torreón                        |                                                |
|                    | Juliš 23e (pen.) |       | T. Khakimov 44e · Makhstaliev 73e | Spectateurs : 14 673 Arbitrage : Raymond Bogle | Spectateurs : 14 673 Arbitrage : Raymond Bogle |

#### Groupe E
| Rang | Équipe       | Pts | J | G | N | P | Bp | Bc | Diff |
| ---- | ------------ | --- | - | - | - | - | -- | -- | ---- |
| 1    | Allemagne    | 9   | 3 | 3 | 0 | 0 | 11 | 1  | +10  |
| 2    | Équateur     | 6   | 3 | 2 | 0 | 1 | 5  | 7  | -2   |
| 3    | Panama       | 3   | 3 | 1 | 0 | 2 | 2  | 4  | -2   |
| 4    | Burkina Faso | 0   | 3 | 0 | 0 | 3 | 0  | 6  | -6   |

| 1re journée        | Allemagne                                                         | 6 – 1 | Équateur   | Estadio Corregidora, Querétaro                        |                                                       |
| 20 juin 2011 15:00 | Yeşil 31e 69e · Röcker 54e · Aycicek 61e · Ducksh 85e · Aydin 90e |       | Gruezo 51e | Spectateurs : 23 500 Arbitrage : Elmer Arturo Bonilla | Spectateurs : 23 500 Arbitrage : Elmer Arturo Bonilla |

| 20 juin 2011 18:00 | Burkina Faso | 0 – 1 | Panama      | Estadio Corregidora, Querétaro               |                                              |
|                    |              |       | Aguilar 22e | Spectateurs : 25 167 Arbitrage : Bas Nijhuis | Spectateurs : 25 167 Arbitrage : Bas Nijhuis |

| 2e journée         | Burkina Faso               | 0 – 3 | Allemagne                                   | Estadio Corregidora, Querétaro                   |                                                  |
| 23 juin 2011 15:00 | Bamba 20e, 27e · Zerbo 82e |       | Günter 4e · Aycicek 26e (pen.) · Weiser 64e | Spectateurs : 14 603 Arbitrage : Paul Delgadillo | Spectateurs : 14 603 Arbitrage : Paul Delgadillo |

| 23 juin 2011 18:00 | Panama                   | 1 – 2 | Équateur                 | Estadio Corregidora, Querétaro                   |                                                  |
|                    | Aguilar 33e · Browne 51e |       | Jaime 61e · Cevallos 82e | Spectateurs : 18 650 Arbitrage : Nawaf Shukralla | Spectateurs : 18 650 Arbitrage : Nawaf Shukralla |

| 3e journée         | Burkina Faso | 0 – 2 | Équateur                   | Estadio Omnilife, Guadalajara                          |                                                        |
| 26 juin 2011 15:00 |              |       | Cevallos 74e · Mercado 76e | Spectateurs : 15 165 Arbitrage : Aleksei Nikolaev (en) | Spectateurs : 15 165 Arbitrage : Aleksei Nikolaev (en) |

| 26 juin 2011 15:00 | Panama | 0 – 2 | Allemagne                  | Estadio Corregidora, Querétaro                  |                                                 |
|                    |        |       | Aydin 10e 66e · Weiser 39e | Spectateurs : 28 500 Arbitrage : Norbert Hauata | Spectateurs : 28 500 Arbitrage : Norbert Hauata |

#### Groupe F
Le match entre l'Australie et le Danemark disputé le 26 juin 2011 a été arrêté pour cause de mauvais temps alors que le Danemark menait 1-0. Il est alors rejoué intégralement le lendemain.
| Rang | Équipe        | Pts | J | G | N | P | Bp | Bc | Diff |
| ---- | ------------- | --- | - | - | - | - | -- | -- | ---- |
| 1    | Brésil        | 7   | 3 | 2 | 1 | 0 | 7  | 3  | +4   |
| 2    | Côte d'Ivoire | 4   | 3 | 1 | 1 | 1 | 8  | 7  | +1   |
| 3    | Australie     | 4   | 3 | 1 | 1 | 1 | 3  | 3  | 0    |
| 4    | Danemark      | 1   | 3 | 0 | 1 | 2 | 3  | 8  | -5   |

| 1re journée        | Brésil                          | 3 – 0 | Danemark | Estadio Omnilife, Guadalajara                   |                                                 |
| 20 juin 2011 15:00 | Ademilson 32e 78e · Wallace 57e |       |          | Spectateurs : 18 845 Arbitrage : Ali Al-Badwawi | Spectateurs : 18 845 Arbitrage : Ali Al-Badwawi |

| 20 juin 2011 18:00 | Australie                     | 2 – 1 | Côte d'Ivoire | Estadio Omnilife, Guadalajara                  |                                                |
|                    | Makarounas 51e · Tombides 77e |       | Coulibaly 18e | Spectateurs : 20 728 Arbitrage : Raymond Bogle | Spectateurs : 20 728 Arbitrage : Raymond Bogle |

| 2e journée         | Australie | 0 – 1 | Brésil     | Estadio Omnilife, Guadalajara                   |                                                 |
| 23 juin 2011 15:00 |           |       | Adryan 76e | Spectateurs : 21 159 Arbitrage : Stéphan Studer | Spectateurs : 21 159 Arbitrage : Stéphan Studer |

| 23 juin 2011 18:00 | Côte d'Ivoire                    | 4 – 2 | Danemark                | Estadio Omnilife, Guadalajara                         |                                                       |
|                    | Coulibaly 23e 37e 41e (pen.) 69e |       | Zohore 9e · Fischer 32e | Spectateurs : 22 126 Arbitrage : Elmer Arturo Bonilla | Spectateurs : 22 126 Arbitrage : Elmer Arturo Bonilla |

| 3e journée         | Australie                    | 1 – 1 | Danemark     | Estadio Corregidora, Querétaro             |                                            |
| 27 juin 2011 10:00 | Perkatis 36e · Remington 89e |       | Sorensen 35e | Spectateurs : 2 000 Arbitrage : Diego Abal | Spectateurs : 2 000 Arbitrage : Diego Abal |

| 26 juin 2011 18:00 | Côte d'Ivoire         | 3 – 3 | Brésil                                         | Estadio Omnilife, Guadalajara                   |                                                 |
|                    | Coulibaly 11e 33e 58e |       | Lucas Piazón 8e · Ademilson 14e · Adryan 90+3e | Spectateurs : 24 943 Arbitrage : Roberto García | Spectateurs : 24 943 Arbitrage : Roberto García |

#### Meilleurs troisièmes de groupe
| Groupe | Équipe           | Pts | J | G | N | P | Bp | Bc | Diff |
| ------ | ---------------- | --- | - | - | - | - | -- | -- | ---- |
| D      | Nouvelle-Zélande | 4   | 3 | 1 | 1 | 1 | 4  | 2  | 2    |
| F      | Australie        | 4   | 3 | 1 | 1 | 1 | 3  | 3  | 0    |
| B      | Argentine        | 3   | 3 | 1 | 0 | 2 | 3  | 7  | -4   |
| E      | Panama           | 3   | 3 | 1 | 0 | 2 | 2  | 4  | -2   |
| A      | Corée du Nord    | 2   | 3 | 0 | 2 | 1 | 3  | 5  | -2   |
| C      | Canada           | 2   | 3 | 0 | 2 | 1 | 2  | 5  | -3   |

### Tableau final
En cas de match nul à la fin du temps réglementaire, une séance de tirs au but (t.a.b.) décide de la qualification. Il n'y a donc pas de prolongation.
|  | Huitièmes de finale   | Huitièmes de finale   |           |                        | Quarts de finale       | Quarts de finale      |   |  | Demi-finales            | Demi-finales            |  |  | Finale              | Finale              |
|  | Huitièmes de finale   | Huitièmes de finale   |           |                        | Quarts de finale       | Quarts de finale      |   |  | Demi-finales            | Demi-finales            |  |  | Finale              | Finale              |
|  |                       |                       |           |                        |                        |                       |   |  |                         |                         |  |  |                     |                     |
|  | 29 juin à Morelia     | 29 juin à Morelia     |           |                        | 3 juillet à Monterrey  | 3 juillet à Monterrey |   |  | 7 juillet à Guadalajara | 7 juillet à Guadalajara |  |  | 10 juillet à Mexico | 10 juillet à Mexico |
|  | 29 juin à Morelia     | 29 juin à Morelia     |           |                        | 3 juillet à Monterrey  | 3 juillet à Monterrey |   |  | 7 juillet à Guadalajara | 7 juillet à Guadalajara |  |  | 10 juillet à Mexico | 10 juillet à Mexico |
|  | Congo                 | 1                     |           |                        | 3 juillet à Monterrey  | 3 juillet à Monterrey |   |  | 7 juillet à Guadalajara | 7 juillet à Guadalajara |  |  | 10 juillet à Mexico | 10 juillet à Mexico |
|  | Congo                 | 1                     |           |                        | 3 juillet à Monterrey  | 3 juillet à Monterrey |   |  | 7 juillet à Guadalajara | 7 juillet à Guadalajara |  |  | 10 juillet à Mexico | 10 juillet à Mexico |
|  | Uruguay               | 2                     |           |                        | 3 juillet à Monterrey  | 3 juillet à Monterrey |   |  | 7 juillet à Guadalajara | 7 juillet à Guadalajara |  |  | 10 juillet à Mexico | 10 juillet à Mexico |
|  | Uruguay               | 2                     | Uruguay   | 2                      |                        |                       |   |  | 7 juillet à Guadalajara | 7 juillet à Guadalajara |  |  | 10 juillet à Mexico | 10 juillet à Mexico |
|  | 29 juin à Torreón     |                       | Uruguay   | 2                      |                        |                       |   |  | 7 juillet à Guadalajara | 7 juillet à Guadalajara |  |  | 10 juillet à Mexico | 10 juillet à Mexico |
|  |                       | Ouzbékistan           | 0         |                        |                        |                       |   |  | 7 juillet à Guadalajara | 7 juillet à Guadalajara |  |  | 10 juillet à Mexico | 10 juillet à Mexico |
|  | Ouzbékistan           | Ouzbékistan           | 0         | 4                      |                        |                       |   |  | 7 juillet à Guadalajara | 7 juillet à Guadalajara |  |  | 10 juillet à Mexico | 10 juillet à Mexico |
|  | Ouzbékistan           | 3 juillet à Querétaro |           | 4                      |                        |                       |   |  | 7 juillet à Guadalajara | 7 juillet à Guadalajara |  |  | 10 juillet à Mexico | 10 juillet à Mexico |
|  | Australie             | 0                     |           |                        |                        |                       |   |  | 7 juillet à Guadalajara | 7 juillet à Guadalajara |  |  | 10 juillet à Mexico | 10 juillet à Mexico |
|  | Australie             | 0                     | Uruguay   | 3                      |                        |                       |   |  |                         |                         |  |  | 10 juillet à Mexico | 10 juillet à Mexico |
|  | 29 juin à Monterrey   |                       | Uruguay   | 3                      |                        |                       |   |  |                         |                         |  |  | 10 juillet à Mexico | 10 juillet à Mexico |
|  |                       | Brésil                | 0         |                        |                        |                       |   |  |                         |                         |  |  | 10 juillet à Mexico | 10 juillet à Mexico |
|  | Japon                 | Brésil                | 0         | 6                      |                        |                       |   |  |                         |                         |  |  | 10 juillet à Mexico | 10 juillet à Mexico |
|  | Japon                 | 7 juillet à Torreón   |           | 6                      |                        |                       |   |  |                         |                         |  |  | 10 juillet à Mexico | 10 juillet à Mexico |
|  | Nouvelle-Zélande      | 0                     |           |                        |                        |                       |   |  |                         |                         |  |  | 10 juillet à Mexico | 10 juillet à Mexico |
|  | Nouvelle-Zélande      | 0                     | Japon     | 2                      |                        |                       |   |  |                         |                         |  |  | 10 juillet à Mexico | 10 juillet à Mexico |
|  | 29 juin à Guadalajara |                       | Japon     | 2                      |                        |                       |   |  |                         |                         |  |  | 10 juillet à Mexico | 10 juillet à Mexico |
|  |                       | Brésil                | 3         |                        |                        |                       |   |  |                         |                         |  |  | 10 juillet à Mexico | 10 juillet à Mexico |
|  | Brésil                | Brésil                | 3         | 2                      |                        |                       |   |  |                         |                         |  |  | 10 juillet à Mexico | 10 juillet à Mexico |
|  | Brésil                | 4 juillet à Morelia   |           | 2                      |                        |                       |   |  |                         |                         |  |  | 10 juillet à Mexico | 10 juillet à Mexico |
|  | Équateur              | 0                     |           |                        |                        |                       |   |  |                         |                         |  |  | 10 juillet à Mexico | 10 juillet à Mexico |
|  | Équateur              | 0                     | Uruguay   | 0                      |                        |                       |   |  |                         |                         |  |  |                     |                     |
|  | 30 juin à Querétaro   |                       | Uruguay   | 0                      |                        |                       |   |  |                         |                         |  |  |                     |                     |
|  |                       | Mexique               | 2         |                        |                        |                       |   |  |                         |                         |  |  |                     |                     |
|  | Allemagne             | Mexique               | 2         | 4                      |                        |                       |   |  |                         |                         |  |  |                     |                     |
|  | Allemagne             |                       |           | 4                      |                        |                       |   |  |                         |                         |  |  |                     |                     |
|  | États-Unis            | 0                     |           |                        |                        |                       |   |  |                         |                         |  |  |                     |                     |
|  | États-Unis            | 0                     | Allemagne | 3                      |                        |                       |   |  |                         |                         |  |  |                     |                     |
|  | 30 juin à Pachuca     |                       | Allemagne | 3                      |                        |                       |   |  |                         |                         |  |  |                     |                     |
|  |                       | Angleterre            | 2         |                        |                        |                       |   |  |                         |                         |  |  |                     |                     |
|  | Angleterre            | Angleterre            | 2         | 1 tab(4)               |                        |                       |   |  |                         |                         |  |  |                     |                     |
|  | Angleterre            | 4 juillet à Pachuca   |           | 1 tab(4)               |                        |                       |   |  |                         |                         |  |  |                     |                     |
|  | Argentine             | 1 (2)                 |           |                        |                        |                       |   |  |                         |                         |  |  |                     |                     |
|  | Argentine             | 1 (2)                 | Allemagne | 2                      |                        |                       |   |  |                         |                         |  |  |                     |                     |
|  | 30 juin à Querétaro   |                       | Allemagne | 2                      |                        |                       |   |  |                         |                         |  |  |                     |                     |
|  |                       | Mexique               | 3         |                        |                        |                       |   |  |                         |                         |  |  |                     |                     |
|  | France                | Mexique               | 3         | 3                      |                        |                       |   |  |                         |                         |  |  |                     |                     |
|  | France                |                       |           | 3                      |                        |                       |   |  |                         |                         |  |  |                     |                     |
|  | Côte d'Ivoire         | 2                     |           | Match pour la 3e place | Match pour la 3e place |                       |   |  |                         |                         |  |  |                     |                     |
|  | Côte d'Ivoire         | 2                     | France    | Match pour la 3e place | Match pour la 3e place | 1                     |   |  |                         |                         |  |  |                     |                     |
|  | 30 juin à Pachuca     | 30 juin à Pachuca     | France    | 10 juillet à Mexico    | 10 juillet à Mexico    | 1                     |   |  |                         |                         |  |  |                     |                     |
|  | 30 juin à Pachuca     | 30 juin à Pachuca     |           | 10 juillet à Mexico    | 10 juillet à Mexico    | Mexique               | 2 |  |                         |                         |  |  |                     |                     |
|  | Mexique               | 2                     | Brésil    | 3                      |                        | Mexique               | 2 |  |                         |                         |  |  |                     |                     |
|  | Mexique               | 2                     | Brésil    | 3                      |                        |                       |   |  |                         |                         |  |  |                     |                     |
|  | Panama                | 0                     |           | Allemagne              | 4                      |                       |   |  |                         |                         |  |  |                     |                     |
|  | Panama                | 0                     |           | Allemagne              | 4                      |                       |   |  |                         |                         |  |  |                     |                     |

#### Huitièmes de finale
| 29 juin 2011 15:00 | Ouzbékistan                                                         | 4 – 0 | Australie                 | Estadio Corona, Torreón                              |                                                      |
|                    | Makhstaliev 11e · T.Khakimov 40e · Chapman 66e (csc) · Yarbekov 89e |       | Tombides 59e · Kamara 59e | Spectateurs : 8 340 Arbitrage : Víctor Hugo Carrillo | Spectateurs : 8 340 Arbitrage : Víctor Hugo Carrillo |

| 29 juin 2011 15:00 | Brésil                       | 2 – 0 | Équateur | Stade Chivas, Guadalajara                       |                                                 |
|                    | Ademilson 16e · Bonatini 87e |       |          | Spectateurs : 19 335 Arbitrage : Pavel Kralovec | Spectateurs : 19 335 Arbitrage : Pavel Kralovec |

| 29 juin 2011 18:00 | Congo        | 1 – 2 | Uruguay                 | Stade Morelos, Morelia                         |                                                |
|                    | Binguila 53e |       | Moreira 65e · Silva 86e | Spectateurs : 12 350 Arbitrage : Raymond Bogle | Spectateurs : 12 350 Arbitrage : Raymond Bogle |

| 29 juin 2011 18:00 | Japon                                                                 | 6 – 0 | Nouvelle-Zélande | Stade Universitario, Monterrey                 |                                                |
|                    | Ishige 20e, 22e · Hayakawa 32e, 80e · Colvey 42e (csc) · Minamino 56e |       |                  | Spectateurs : 7 930 Arbitrage : Stéphan Studer | Spectateurs : 7 930 Arbitrage : Stéphan Studer |

| 30 juin 2011 15:00 | Allemagne                                         | 4 – 0 | États-Unis | Estadio Corregidora, Santiago de Querétaro  |                                             |
|                    | Günter 20e · Weiser 40e · Yeşil 43e · Ducksch 50e |       |            | Spectateurs : 16 191 Arbitrage : Omar Ponce | Spectateurs : 16 191 Arbitrage : Omar Ponce |

| 30 juin 2011 15:00                           | Angleterre        | 1 – 1                              | Argentine               | Stade Hidalgo, Pachuca                          |                                                 |
|                                              | Sterling 40e      |                                    | Padilla 12e · Pinto 90e | Spectateurs : 6 807 Arbitrage : Nawaf Shukralla | Spectateurs : 6 807 Arbitrage : Nawaf Shukralla |
| Magri · Morgan · Clayton · Caskey · Chabolah | Tirs au but 4 – 2 | Ocampos · Pugh · Iniguez · Allione |                         | Spectateurs : 6 807 Arbitrage : Nawaf Shukralla | Spectateurs : 6 807 Arbitrage : Nawaf Shukralla |

| 30 juin 2011 18:00 | France                                  | 3 – 2 | Côte d'Ivoire                   | Estadio Corregidora, Santiago de Querétaro            |                                                       |
|                    | Benzia 37e (pen.), 74e · Nangis 65e 86e |       | Coulibaly 3e · Diarrassouba 25e | Spectateurs : 18 192 Arbitrage : Elmer Arturo Bonilla | Spectateurs : 18 192 Arbitrage : Elmer Arturo Bonilla |

| 30 juin 2011 18:00 | Mexique               | 2 – 0 | Panama | Stade Hidalgo, Pachuca                             |                                                    |
|                    | Fierro 2e · Bueno 89e |       |        | Spectateurs : 15 415 Arbitrage : Svein Oddvar Moen | Spectateurs : 15 415 Arbitrage : Svein Oddvar Moen |

#### Quarts de finale
| 3 juillet 2011 15:00 | Uruguay                     | 2 – 0 | Ouzbékistan | Stade Universitario, Monterrey                |                                               |
|                      | Charamoni 29e · Aguirre 64e |       |             | Spectateurs : 11 015 Arbitrage : Alioum Néant | Spectateurs : 11 015 Arbitrage : Alioum Néant |

| 3 juillet 2011 18:00 | Japon                       | 2 – 3 | Brésil                                    | Estadio Corregidora, Santiago de Querétaro      |                                                 |
|                      | Nakajima 77e · Hayakawa 88e |       | Bonatini 16e · Ademilson 48e · Adryan 60e | Spectateurs : 30 123 Arbitrage : Roberto García | Spectateurs : 30 123 Arbitrage : Roberto García |

| 4 juillet 2011 15:00 | Allemagne                | 3 – 2 | Angleterre                  | Stade Morelos, Morelia                          |                                                 |
|                      | Yeşil 7e 53e · Ayhan 24e |       | Magri 67e (pen.) · Hope 83e | Spectateurs : 16 020 Arbitrage : Pavel Kralovec | Spectateurs : 16 020 Arbitrage : Pavel Kralovec |

| 4 juillet 2011 18:00 | France    | 1 – 2 | Mexique                    | Stade Hidalgo, Pachuca                          |                                                 |
|                      | Ikoko 17e |       | Escamilla 14e · Fierro 50e | Spectateurs : 21 960 Arbitrage : Ali Al-Badwawi | Spectateurs : 21 960 Arbitrage : Ali Al-Badwawi |

#### Demi-finales
| 7 juillet 2011 15:00 | Uruguay                                            | 3 – 0 | Brésil | Stade Chivas, Guadalajara                              |                                                        |
|                      | Álvarez 20e (pen.) · San Martín 72e · Méndez 90+5e |       |        | Spectateurs : 29 315 Arbitrage : Aleksei Nikolaev (en) | Spectateurs : 29 315 Arbitrage : Aleksei Nikolaev (en) |

| 7 juillet 2011 18:00 | Allemagne           | 2 – 3 | Mexique                        | Estadio Corona, Torreón                     |                                             |
|                      | Yeşil 10e · Can 60e |       | Gómez 3e 90e · Espericueta 76e | Spectateurs : 26 086 Arbitrage : Omar Ponce | Spectateurs : 26 086 Arbitrage : Omar Ponce |

#### Match pour la3eplace
| 10 juillet 2011 15:00 | Brésil                                 | 3 – 4 | Allemagne                                  | Stade Azteca, Mexico                            |                                                 |
|                       | Wellington 22e · Adryan 29e 33e (pen.) |       | Aydin 20e 63e · Günter 45+1e · Aycicek 55e | Spectateurs : 94 379 Arbitrage : Roberto Garcia | Spectateurs : 94 379 Arbitrage : Roberto Garcia |

#### Finale
| 10 juillet 2011 18:00 | Uruguay | 0 – 2 | Mexique                      | Stade Azteca, Mexico                               |                                                    |
|                       |         |       | Briseño 31e · Casillas 90+2e | Spectateurs : 98 943 Arbitrage : Svein Oddvar Moen | Spectateurs : 98 943 Arbitrage : Svein Oddvar Moen |

## Récompenses
| Ballon d'or          | Ballon d'argent   | Ballon de bronze  |
| -------------------- | ----------------- | ----------------- |
| Julio Gómez          | Jorge Espericueta | Carlos Fierro     |
| Soulier d'or         | Soulier d'argent  | Soulier de bronze |
| Souleymane Coulibaly | Samed Yeşil       | Yassine Benzia    |
| 9 buts               | 6 buts            | 5 buts            |
| Gant d'Or            |                   |                   |
| Mathías Cubero       |                   |                   |
| Prix du Fair-play    |                   |                   |
| Japon                |                   |                   |

## Meilleurs buteurs
| 9 buts - Souleymane Coulibaly 6 buts - Samed Yeşil 5 buts - Yassine Benzia - Adryan - Ademilson 4 buts - Carlos Fierro 3 buts - Mitchell Weiser - Koray Günter - Julio Gómez - Stephen Carmichael - Hideki Ishige - Fumiya Hayakawa 2 buts - Guillermo Méndez - Elbio Álvarez - Alfred Koroma - Okan Aydin - Levent Aycicek - Marvin Ducksch - Jorman Aguilar - Wallace - Leo - Giovani Casillas - Lukáš Juliš - Abbosbek Makhstaliev - Timur Khakimov - José Francisco Cevallos - Hallam Hope | 1 but - Justalain Kounkou - Bel-Ange Epako - Christ Nkoukou - Jorge Espericueta - Arturo González - Sébastien Haller - Abdallah Yaisien - Jordan Ikoko - Lenny Nangis - Masaya Matsumoto - Takumi Minamino - Daisuke Takagi - Naomidi Ueda - Hiroki Akino - Shoya Nakajima - Zhelano Barnes - Andre Lewis - Jonathan Cristian Silva - Lucas Pugh - Brian Ferreira - Maximiliano Padilla - Jordan Vale - Danzell Gravenberch - Memphis Depay - Kyle Ebecilio - Sam Magri - Raheem Sterling - Adam Morgan - Nathaniel Chalobah - Max Clayton - Blair Turgott | 1 but - Drissa Diarrassouba - Gastón Silva - Juan San Martín - Juan Mascia - Santiago Charamoni - Rodrigo Aguirre - Leonardo País - Sadi Jalali - Quillan Roberts - Bobir Davlatov - Alejandro Guido - Esteban Rodriguez - Cimo Röcker - Kaan Ayhan - Carlos Gruezo - Jordan Jaime - Jesse Makarounas - Dylan Tombides - Luke Remington - Kenneth Zohore - Viktor Fischer - Rochester Sorensen - Jo Kwang - Kang Nam-gwan - Ju Jong-chol - Lucas Piazón But contre son camp - Jong Kwang-sok pour le Mexique - Kip Colvey pour le Japon - Connor Chapman pour l' Ouzbékistan |